# Mittelkalorik-Kraftwerk Bremen
Das Mittelkalorik-Kraftwerk Bremen (MKK) ist ein Ersatzbrennstoffkraftwerk im Bremer Ortsteil Industriehäfen in direkter Nachbarschaft zum Kraftwerk Hafen und auch auf dessen Betriebsgelände. Das 2009 in Betrieb genommene MKK ist nach dem Müllheizkraftwerk die zweite Müllverbrennungsanlage zur Stromgewinnung in der Stadt Bremen.

## Geschichte
Erste Projektvorplanungen begannen im Sommer 2005 und zogen sich bis Ende des folgenden Jahres. Im Frühjahr 2006 gab der swb-Aufsichtsrat die Investitionen in Höhe von etwa 110 Millionen Euro frei. Im Dezember 2006 war die notwendige Basisauslastung von 60 Prozent über einen Zeitraum von zehn Jahren erreicht und man begann mit der Vergabe der einzelnen Aufträge. Dieses Verfahren zog sich bis August 2007 und war notwendig geworden, da sich kein Generalunternehmer hatte finden lassen. Baubeginn war schließlich im Januar 2007. Im Juli lag die Genehmigung in Bezug auf das Bundes-Immissionsschutzgesetz vor und es konnten weitere mittelfristige Verträge abgeschlossen werden, während die Auslastung mittlerweile auf 90 Prozent gestiegen war. Am 7. September 2007 erfolgte die feierliche Grundsteinlegung. Im Dezember gleichen Jahres baute man die erste Kesselstütze ein; im Januar 2008 war die Montage der Roste und Anfang März der Bau des Müllbunkers abgeschlossen. Zwei so genannte Brennstoffkräne konnten im Juni geliefert und installiert werden und am 5. Juli bestand der Kessel die mit einem Prüfdruck von 101 bar durchgeführte Druckprüfung. In der Nacht vom 3. auf den 4. September wurde per Schwertransport der 38 Tonnen schwere Kondensator angeliefert. Er besitzt bei einer Länge von 7,50 und einer Breite von 4,20 eine Höhe von 4,70 Meter. Ursprünglich war er in Norditalien konstruiert worden, erhielt jedoch am Kraftwerk Mittelsbüren zunächst noch über einen Zeitraum von mehreren Wochen 6.921 zusätzlich Titanrohre angeschweißt. Diese erhöhten das Ursprungsgewicht von 31 Tonnen signifikant. Bereits im Oktober erfolgte die so genannte Kalt-Inbetriebnahme und im November 2008 galt das Mittelkalorik-Kraftwerk Bremen als fertiggestellt, war jedoch noch nicht vollständig betriebsbereit. Zwischen dem 3. und dem 19. Dezember führte man das obligatorische Kesselausblasen durch, um kleinkörnige mineralische Verunreinigungen, die nicht ausgespült werden konnten, mit Dampf zu entfernen. Das geräuschintensive Verfahren war auf die Werktage beschränkt, an denen maximal zwei Blasvorgänge von jeweils zehn Minuten Dauer eingeleitet wurden.
Die Kalt-Inbetriebnahme ging im Januar 2009 mit der Entzündung des ersten Abfallfeuers in die Warm-Inbetriebnahme für den Probebetrieb ohne Turbine über – seit diesem Zeitpunkt arbeitet das Kraftwerk im Verbrennungsbetrieb. Der Probebetrieb dauerte von April bis Mitte Juni. Die Lieferung und der Einbau der Turbine verzögerte sich fertigungsbedingt um ungefähr sechs Monate, so dass sie erst im Juli 2009 am Standort des MKK eintraf und eingebaut werden konnte. Am 24. August wurde sie erstmals angefahren und vier Tage später am 28. August offiziell in Betrieb genommen. Anfang März 2010 nahm sie ihren Probebetrieb auf und seit Juni 2010 läuft sie im regulären Betrieb.

## Funktionsweise
Als Brennstoffe dienen Hausmüll und Gewerbeabfälle. Das Kraftwerk ist für den Bereich Mittelkalorik konzipiert. Bei diesem Sekundärbrennstoff handelt es sich vor allem um eine Mischung aus Papier, Kunststoff, Holz und Verpackungsresten, die stofflich nicht mehr recycelt werden können. Diese Sortierreste stammen im Wesentlichen von Gewerbeabfallsortieranlagen und mechanisch-biologischen Abfallbehandlungsanlagen. Mittelkalorik besitzt im Vergleich zu gewöhnlichem Verbrennungsmüll einen höheren Heizwert; er liegt etwa halb so hoch wie bei Steinkohle.
Das Kraftwerk erzeugt mit einem Netto-Wirkungsgrad von 27 Prozent bei einer Leistung von 29,3 MW ungefähr 234,4 GWh jährlich und könnte mit dieser Produktion den Bedarf von 91.000 bremischen Privathaushalten decken. Tatsächlich wird jedoch der überwiegende Teil der Energie für den Eigenbedarf benötigt und deckt zudem etwa zwei Drittel des Strombedarfs der Blöcke 5 und 6 des unmittelbar nebenan gelegenen Steinkohle-Kraftwerks Hafen. Durch die Nutzung der Mittelkalorik können bei gleicher Stromproduktion binnen eines Jahres 90.000 Tonnen Kohle eingespart werden. Darüber hinaus ist seit Mitte 2009 der Dampfkreislauf des MKK in das Dampfnetz des benachbarten Kraftwerks eingebunden. So kann der im MKK zusätzlich produzierte Dampf zur Unterstützung in die Blöcke 5 und 6 umgeleitet werden. Auf diese Weise können zirka 80 bis 90 Tonnen Frischdampf pro Stunde (von etwa 127) bei 40 bar und 400 °C zur Deckung des Eigenbedarfs der Kohleblöcke thermisch verwertet werden.
Das MKK verfügt als einlinige Anlage nur über einen einzigen wassergekühlten Vorschubrost – dieser ist allerdings dreibahnig und somit ungewöhnlich breit. Bei einem Auslegungsheizwert von 14 MJ pro Kilogramm (Heizwertfenster von 11 bis 20 MJ/kg) werden pro Jahr in Grundlast etwa 226.000 Tonnen Abfälle verwertet. Jeden Tag verbrennen zwischen 680 und 720 Tonnen Mittelkalorik, deren Stückigkeit fünfzig Zentimeter Kantenlänge nicht überschreiten darf. Man hortet sie in zwei so genannten Müllbunkern, von denen der erste 4000 und der zweite 10.000 Kubikmeter fasst. Von Montag bis Freitag werden in den 14 Stunden täglicher Öffnungszeit jeweils etwa 1000 Tonnen Mittelkalorik angeliefert. Punktuell können sogar Anlieferungsspitzen von bis zu 1.500 Tonnen pro Tag abgewickelt werden, was ungefähr der Ladung von 75 Lastkraftwagen entspricht.
Die Rauchgasreinigung des MKK läuft in vier aufeinanderfolgenden Schritten ab. Zunächst wird über eine SNCR-Anlage (Selective Non-Catalytic Reduction) Ammoniakwasser zur Reduzierung der Stickoxide in den heißen Abgasstrom eingedüst. Es folgen zwei Stufen eines quasitrockenen Verfahrens: Zunächst sorgt ein Sprühabsorber für Kalkmilcheindüsung und danach ein Umlenkreaktor für die Trockeneindüsung von Kalkhydrat und Aktivkoks. Abschließend werden Reaktionsrückstände mittels eines Gewebefilter abgeschieden, der Absorber rezirkuliert in den Umlenkreaktor.